# 西堤头镇
西堤头镇，是中华人民共和国天津市北辰区下辖的一个乡镇级行政单位，距离天津市中心城区15公里，距离北京100公里。镇内现有京滨城际铁路北辰站，天津将在天津大北环铁路的西堤头镇处兴建天津新港北铁路集装箱中心站之外的另外一个铁路集装箱中心站。

## 行政区划
西堤头镇下辖以下地区：
东堤头村、西堤头村、刘快庄村、芦新河村、姚庄子村、霍庄子村、东赵庄村、季庄子村、辛侯庄村、韩盛庄村和天津渤海职业技术学院社区。

## 污染及癌症村事件
《中国质量万里行》2005年第3期的封面调查《西堤头癌患》，首次详细报道了天津市北辰区西堤头镇由于受到工业污染而癌症高发。经鉴定，西堤头镇下属刘快庄等村庄的饮用水中苯酚、氟化物、细菌总数和总大肠菌群都不符合《生活饮用水卫生规范》；天津市环保局经过检测得出结论：化工厂排出的废水、废气，全部超过国家标准。
2004年8月20日，时任天津市市长戴相龙来到西堤头镇就工业污染问题进行调研考察，并当即表示：“宁舍几十亿的GDP，也不要这种污染；不能为了少数人的就业，污染大多数人。”随后，9月12日，天津市人民政府第85号文件下发，要求治理西堤头镇的环境污染问题，对排污企业进行整顿或关停。
天津市卫生局及中共天津市委宣传部新闻处均婉拒过记者针对此事的采访要求。
2006年2月14日，最初报道此事的《中国质量万里行》记者一行重访西堤头，此时西堤头已经关停部分部分化工污染企业，经济结构也正在转型。
关于因癌症死亡人士在统计上村庄争议。2006年3月30日，北辰区委宣传部副部长朱明透露：当年3月24日，戴相龙市长和三位天津市副市长到西堤头现场办公，要求天津市卫生局重新调查西堤头镇因污染而患癌症的死亡人数和因污染导致的癌症发病人数。
北辰区政府在接受关于西堤头镇示范小城镇建设问题时表示，自2004年西堤头镇化工企业污染综合整治以来，天津市、北辰区两级环保部门以及西堤头镇对镇域内的94家化工企业进行了全面检查，关停了其中不符合相关产业政策的企业33家，拆除了不符合规定的生产工艺设备50家，其中：热炼工艺设备48家，磁化工艺设备2家。

## 爆炸事故
2015年10月12日晚，西堤头镇永晟化工有限公司危化品仓库发生火灾并爆炸，无人员伤亡报告。